# Klara Badano
Chiara Luce Badano (Sasselo, 29. listopada 1971. – Sasselo, 7. listopada 1990.), mlada katolička laikinja i članica Pokreta fokolara koja je nakon smrti od vrlo bolnog osteosarkoma (tumora kostiju) u dobi od 18 godina proglašena katoličkom blaženicom.

## Životopis
Chiara Badano rođena je od roditelja Marije Therese i Ruggera Badano u selu Sassello u kraju uz obale Ligurskog mora u sjeverozapadnoj Italiji. Otac je bio vozač kamiona, a majka radnica; nakon rođenja Chiare, koja je roditeljima bila dugo željeno i jedino dijete, ostala je majka kod kuće, kao domaćica.
U djetinjstvu je Chiara pokazivala lijepe karakterne osobine, te je odrastala u zdravim odnosima sa svojim roditeljima. Na sastanke Pokreta Fokolara odlazi prvi put već 1980. godine, kada je navršavala 9 godina. Tu je došla u kontakt s duhovnošću usredotočenom na obitelj i promatranje napuštenog Isusa. Zbog duboke pobožnosti, vršnjaci u školi su je znali zadirkivati i zvati "časna sestra".
U ljeto 1988. god., prigodom jednog puta u Rim s Pokretom Fokolara, doživjela je ona na predavanju predvodnice pokreta Chiare Lubich značajno duhovno iskustvo i produbljenje svojeg duhovnog života u čijem je središtu bilo molitveno promatranja Isusa koji pati. Nakon toga se redovno dopisivala sa svojom imenjakinjom Chiarom Lubich, koja je mladu Chiaru Badano oslovljavala s "Chiara Luce". Posrijedi je igra riječi, jer "Chiara" na talijanskom jeziku znači "Jasna", a "Luce" je "svjetlo", tako "Chiara Luce" doslovno znači "Jasno Svjetlo".
U svojoj duhovnosti usredotočenoj na Muku Isusovu, Chiara je uvijek zračila radošću i ljudima najčešće pokazivala vedro i nasmijano lice. U ljeto 1988. godine, osjetila je po prvi put jaku bol u ramenu. Liječnici joj dijagnosticiraju da ima osteosarkom, rijetki i vrlo bolni tip tumora kostiju. Tijekom terapija, Chiara je odbijala lijekove protiv bolova; htjela je na molitveni način prikazivati svoje bolove u jedinstvu s Mukom Isusovom.
Usprkos bolovima, bila je Chiara dobre volje, te su razgovori s njom predstavljali izvor utjehe za ljude koji su s njom dolazili u kontakt. Govorila im je o nekim svojim mističnim iskustvima, koje je imala u doba kad su trajala liječenja, te je na svaki način svjedočila čistu i radosnu kršćansku vjeru. U svojoj bolesti, često je ponavljala: "Gospodine, ako ti to želiš, tada to želim i ja".
Kada je postalo jasno da neće ozdraviti, počela je sa svojom majkom organizirati pogreb, kojega je zvala "vjenčanje". Osobno je birala glazbu, cvijeće i čitanja za Misu. Odabrala je bijelu haljinu s ljubičastim pojasom (ljubičasto se u sakralnom slikarstvu vezuje uz patnju), da u njoj bude pokopana: zvala je tu haljinu "vjenčanica". Majci je rekla: "Kada me budeš spremala, mama, moraš stalno sebi govoriti: 'Chiara Luce sada gleda Isusa'". Neposredno prije smrti, ispovjedila se i pričestila. Zadnje Chiarine riječi bile su upućene njenoj majci: "Zbogom, budi sretna, jer ja jesam!" Potom je uhvatila ruku svojeg oca. Roditelji su, okruženi Chiarinim prijateljima, klečeći uz njenu postelju izmolili Vjerovanje, dodajući na kraju: "Bog nam ju je dao, Bog ju je uzeo natrag, blagosljovljeno budi Njegovo sveto ime!" Umrla je 7. listopada 1990. godine u 4 ujutro.

## Beatifikacija
Proces beatifikacije pokrenut je 1999. godine od Livija Maritana, tadašnjeg biskupa u Acquiju. Nakon priznatog čudesnog ozdravljenja po njenom zagovoru (ozdravljenje djeteta iz Trsta od meningitisa), proglašena je blaženom 25. rujna 2010. godine u Rimu. Blagdan bl. Chiare Badano se u Katoličkoj Crkvi slavi 29. listopada.

## Vanjske poveznice
- "Tajna Chiare Badano" kod Fokolar.hr  Arhivirana inačica izvorne stranice od 19. siječnja 2015. (Wayback Machine)
- "Djelo Marijino - Pokret Fokolara" (kod Župa Čakovec): "Blažena Chiara Luce Badano (1971.-1990."), pristupljeno 19. siječnja 2015.  Arhivirana inačica izvorne stranice od 19. siječnja 2015. (Wayback Machine)
- Službene stranice postulature Chiare Luce Badano